# نيكولاي أنتونوف
نيكولاي أنتونوف (بالبلغارية: Николай Антонов)‏ هو منافس ألعاب قوى بلغاري، ولد في 17 أغسطس 1968 في رازغراد في بلغاريا.

## وصلات خارجية
- نيكولاي أنتونوف على موقع الاتحاد الدولي لألعاب القوى (الإنجليزية)
- نيكولاي أنتونوف على موقع أوليمبيديا (الإنجليزية)